# 埃凯努瓦
埃凯努瓦（法語：Esquennoy，法語發音：[ekɛnwa]）是法国瓦兹省的一个市镇，位于该省北部略偏西，属于克莱蒙区。

## 地理
埃凯努瓦（49°39'23"N, 2°16'6"E）面积9.79 平方千米，位于法国上法蘭西大區瓦兹省，该省份为法国北部内陆省份，北起索姆省，西接厄尔省和滨海塞纳省，南至塞纳-马恩省和瓦兹河谷省，东临埃纳省。
与埃凯努瓦接壤的市镇（或旧市镇、城区）包括：博讷伊莱索、布勒特伊、弗莱希、阿迪维莱、帕亚尔、维莱维孔特。
埃凯努瓦的时区为UTC+01:00、UTC+02:00（夏令时）。

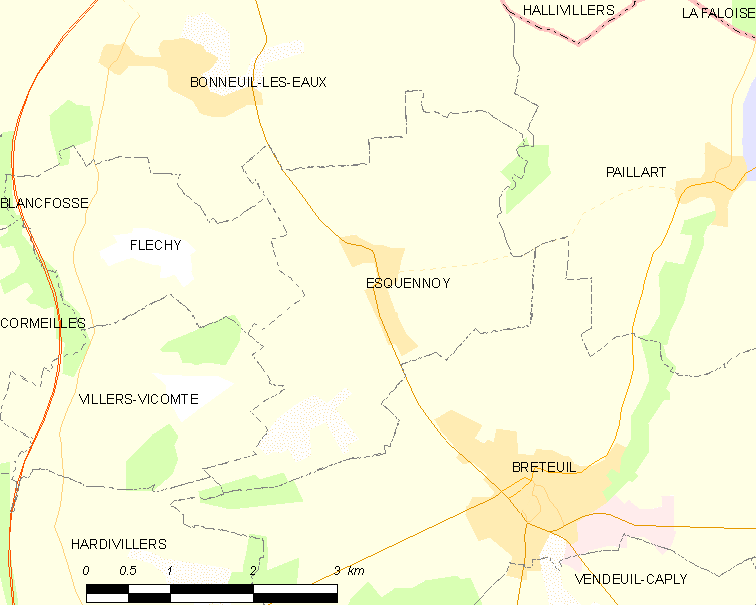
埃凯努瓦的OSM定位图

## 行政
埃凯努瓦的邮政编码为60120，INSEE市镇编码为60221。

## 政治
埃凯努瓦所属的省级选区为圣瑞斯特昂绍塞县。

## 人口

1962-2008年间埃凯努瓦人口变化图示

埃凯努瓦于2022年1月1日时的人口数量为735人。